# Palomar College Arboretum
El Arboreto de la Universidad Palomar (en inglés: Palomar College Arboretum o también University of California, San Marcos, Arboretum), es un arboreto y jardín botánico ubicados en el campus de la universidad, administrado por el Palomar College en San Marcos, California, Estados Unidos. 
Es miembro del BGCI (Botanic Gardens Conservation International, en español, Asociación Internacional para la Conservación de Jardines Botánicos).
El código de reconocimiento internacional del "Palomar College Arboretum" como institución botánica (en el Botanical Gardens Conservation International BGCI), así como las siglas de su herbario es  PASM.

## Localización
Palomar College Arboretum, 1140 West Mission Road San Marcos, San Diego County, California CA 92069-1415 United States of America-Estados Unidos de América.
Planos y vistas satelitales.33°8′31″N 117°10′13″O / 33.14194, -117.17028
La entrada es gratuita.

## Historia

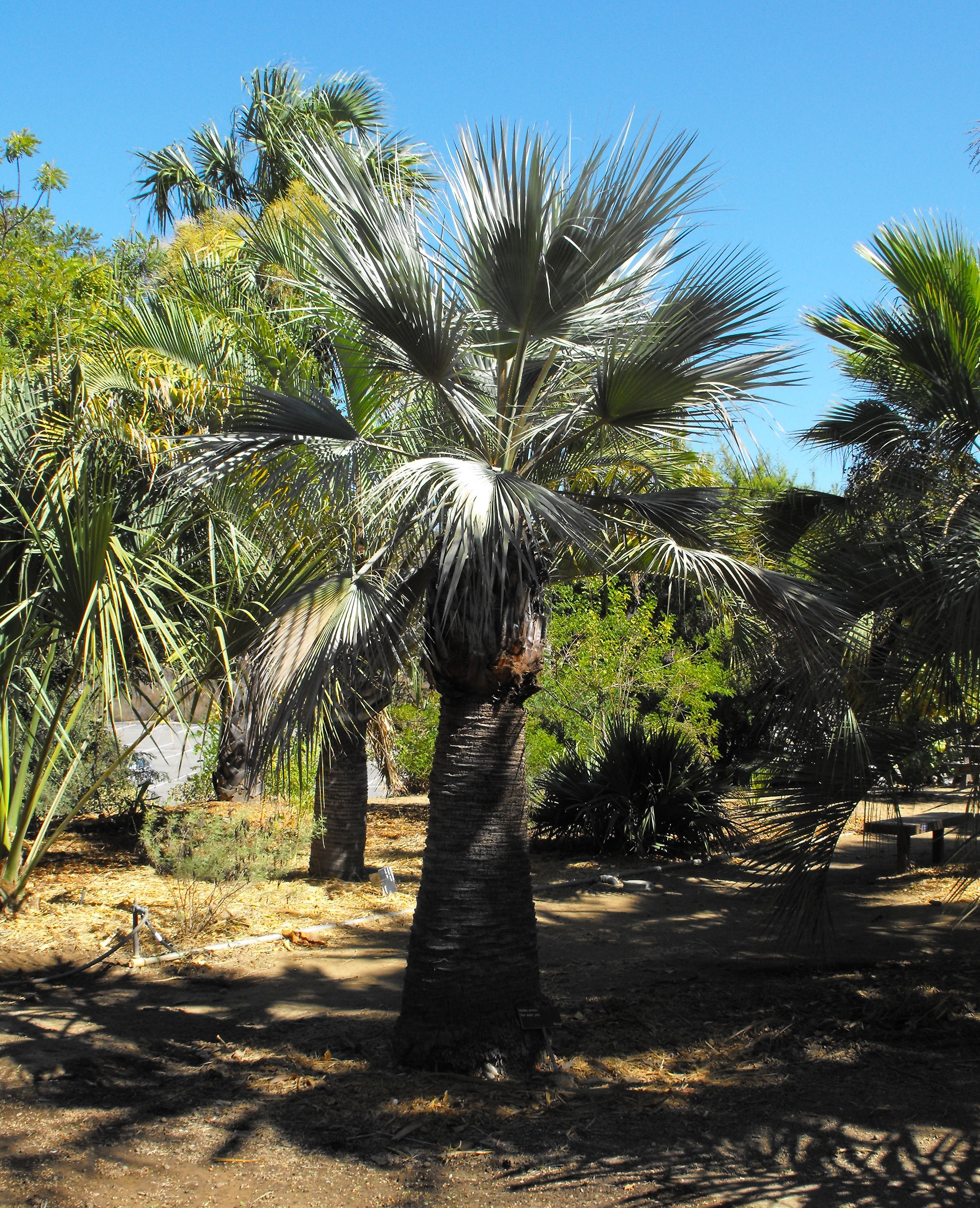
Ejemplar de Brahea armata en el arboreto del Palomar College.

Para 1970, el horticultor Bob Kelly había comenzado ya a plantar árboles en un área despoblada al este del campus (cerca del camino del perímetro). El presidente Brian Hawthorne del ASG mostró su interés en esta área como el emplazamiento de un futuro arboreto. 
El arboreto de la universidad de Palomar fue establecido oficialmente en 1973, en gran parte gracias a los esfuerzos de Bob Kelly y de Brian Hawthorne. El comité original del arboreto estuvo compuesto por Ben Gill, Tom Stout, Dr. John Schettler, Gene Jackson y Brian Hawthorne. Los miembros del comité recibieron un galardón del "Presidential Ecology Award" por Gerald R. Ford. 
El arboreto fue aprobado por el consejo superior y el terreno le fue asignado en el lado este del campus. Durante las últimas tres décadas, se han incorporado muchas plantas, incluyendo donaciones originales del Jardín Botánico de Huntington, Los Angeles County Arboretum, San Diego Zoo and San Diego Wild Animal Park.

## Colecciones

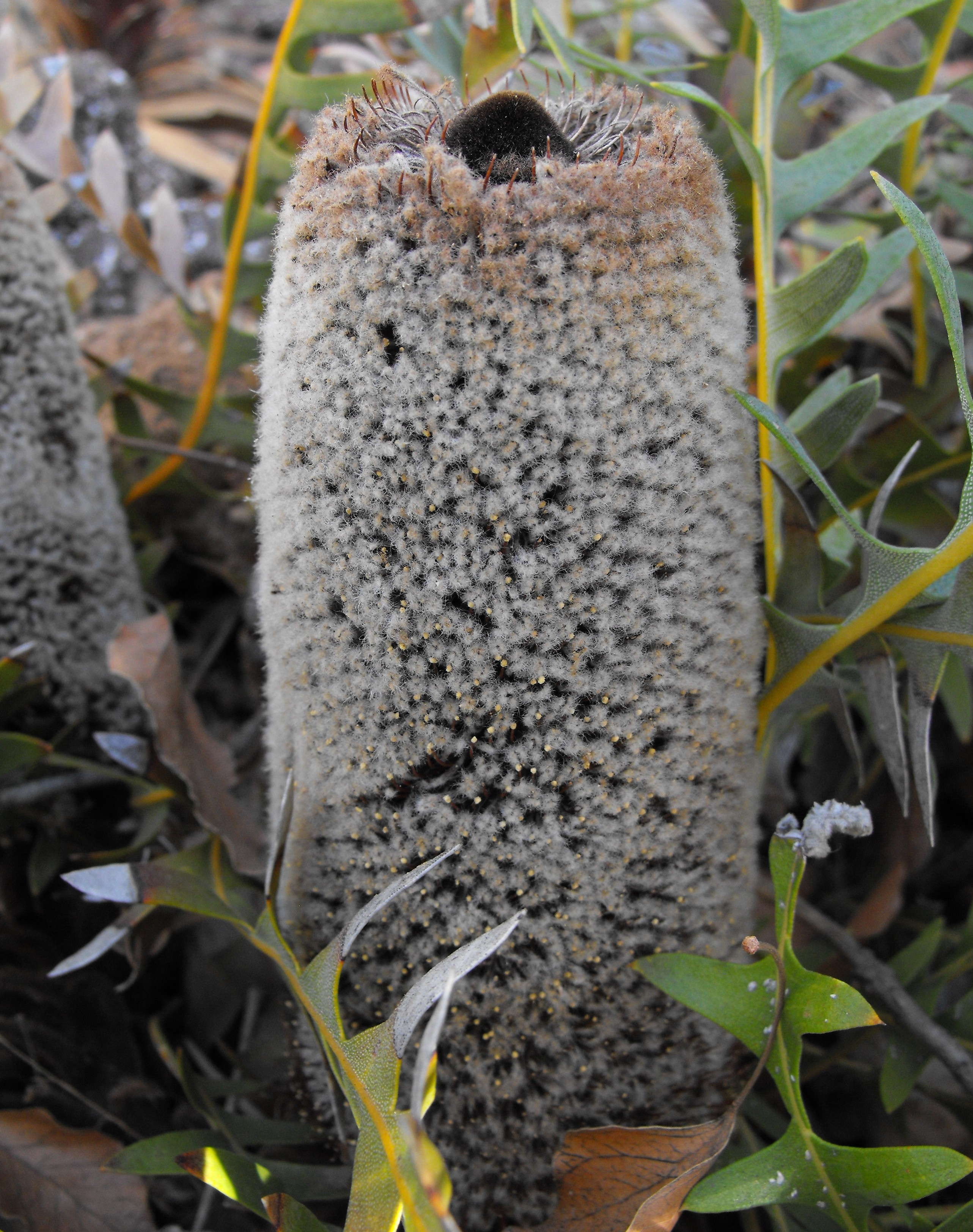
Ejemplar de Banksia blechnifolia en el arboreto del Palomar College.

Este arboreto alberga plantas de todos los continentes importantes. El clima relativamente suave y localización generalmente libre de heladas en una ladera gradual permiten a muchas especies subtropicales y tropicales sobrevivir aquí. Las familias más grandes incluyen las familias de las legumbres (Fabaceae), del mirto (Myrtaceae), de las palmas (Arecaceae) y de las hierbas (Poaceae). Los géneros con un número mayor de especies son  Eucalyptus (13), Ficus (12), Pinus (11),  Agave (11), Acacia (11), Quercus (9), Phoenix (7), Casuarina (6), Melaleuca (6), Livistona (5), Sabal (5), Phyllostachys (5), Casia (5) y Erythrina (5). Los países nativos lo más frecuentemente representados son Australia, Sudáfrica, China (E. Asia), Japón, México y Suramérica.
Considerando todas las especies de plantas en el arboreto (sobre 350), todas las plantas en el campus (por lo menos 250), todas las plantas en el "Palomar Cactus & Succulent Society Garden" (por lo menos 200), y todas las plantas en el matorral costero nativo que comprende el norte y este del campus (aproximadamente 200), el número total de especies es casi 1000. Esta es una de las concentraciones más grandes de diversidad vegetal dentro de un área relativamente pequeña en el condado de San Diego, comparable  solamente con el complejo de jardines de Parque Balboa, San Diego Zoo y San Diego Wild Animal Park y el Quail Botanical Garden.
La mayoría de especie nativas en el matorral costero, la comunidad de plantas adyacente al arboreto son plantas herbáceas que aparecen con profusión tras cualquier alteración del terreno, tal como clareo por el fuego, o movimientos de tierras. Es imprescindible en esta época de rápida urbanización en el área de San Marcos que las áreas naturales del matorral costero se preserven. Además de los sitios valiosos para el estudio para las clases en biología, botánica y arqueología, esta área también proporciona los lugares ecológicos necesarios para la supervivencia de una variedad de pájaros, de mamíferos, de reptiles y de invertebrados.